# Iphiaulax thoracicus
Iphiaulax thoracicus är en stekelart som beskrevs av Szepligeti 1911. Iphiaulax thoracicus ingår i släktet Iphiaulax och familjen bracksteklar. Inga underarter finns listade i Catalogue of Life.